# Idhammar
Idhammar Produktion AB är ett svenskt konsult- och utbildningsföretag verksamt inom underhåll och tillgångsförvaltning för anläggningsintensiv industri, infrastruktur och energisektor.
Bolaget startade 1973 med underhållssystem för ett systematiserat arbete med underhåll och reparationer av industriell utrustning. Metoderna bygger på analys underhållsbehovet för till exempel en maskin och delar upp olika åtgärder i förebyggande respektive avhjälpande underhåll. På så sätt byggs rutiner för att skapa förutsättningar för en störningsfri produktion.
Idhammarsystemet avyttrades under 1980-talet och utvecklas och marknadsförs i dag av brittiska Idhammar Systems Limited i Bristol. Företaget har även representation i de nordiska länderna.
Namnet kommer av efternamnet på de bägge bröderna som startade företaget, Börje och Christer Idhammar. Bolaget dominerade branschen på 1970-talet och hade ett stort antal dotterbolag i ett antal länder under 1980-talet innan den s.k. "finanskrisen" i början av 1990-talet då bolaget tappade mark. Idag utgör Idhammar ett företag i Sverige, Idhammar Produktion AB, men Christer Idhammar med sonen Torbjörn Idhammar har fortsatt konsultverksamheten i USA med företaget IDCON Inc. 